# Plougonven
Plougonven (tiếng Breton: Plougonven) là một xã của tỉnh Finistère, thuộc vùng Bretagne, miền tây bắc Pháp.

## Dân số
Người dân ở Plougonven are known as Plougonvenois.